# August Bulcke

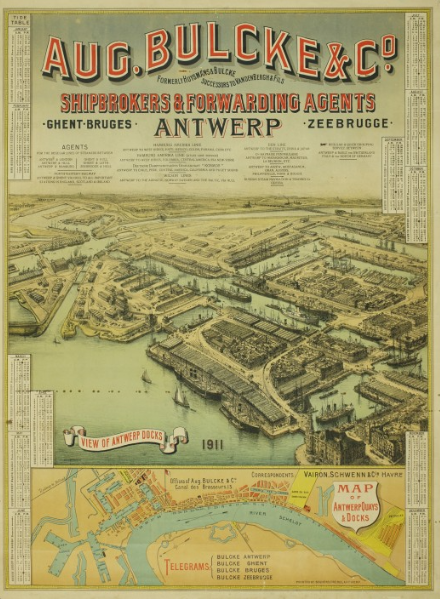
Affiche voor Aug. Bulcke & Cº Shipbrokers en agenten met een vogelvluchtbeeld op de Antwerpse dokken (1911)

August(e) Pierre Bulcke (Oostende, 14 februari 1831 – Boechout, 3 juni 1893) was een Antwerpse scheepsmakelaar en -agent. Middels zijn agentschap bouwde hij grote oceaanlijnen op waarmee met stoomschepen wereldwijd bestemmingen werd bereikt. Hij was tevens actief als voorzitter van Vlaamse handelsorganisaties. Voor zijn verdiensten is hij als ridder in een drietal koninklijke ordes opgenomen.
Bulcke sponsorde de Belgische Antarctische expeditie die in de periode van 1897 tot 1899 onder leiding van Adrien de Gerlache uitgevoerd werd. Voor zijn steun noemde de Gerlache een berg op Brabanteiland in de Palmerarchipel naar hem: dit werd Mount Bulcke of Bulckeberg.

## Biografie
Op 14 februari 1831 werd Auguste Bulcke in de jonge Belgische staat te Oostende geboren. Hij huwde Herminie Virginie Adolphine Cavenaile (1839–1918) waarmee hij meerdere kinderen kreeg, waaronder Auguste François Paul (1860–1927), die later net als zijn vader reder en ridder in de Leopoldorde en enkele buitenlandse ordes werd; en Anne Thaesille Charlotte Bulcke (1868– 1947), die later zou huwen met de kapitein en latere generaal Jean Pierre Hilaire Hollmann (1867–1945) uit Namen.
Bulckes maritieme bedrijfsactiviteiten worden duidelijk na de overname van het in 1823 opgerichte Antwerpse 'Van den Bergh & Fils' van Jean (Jan) Jacques Van den Bergh-Aerts (1768-1844) en zijn zonen Maximiliaan (1802-1873) en Jean Félix Van den Bergh (1807-1885).
Als scheepsmakelaar vormde hij in 1873 een vennootschap met Alfred Jean Eugene Huysmans (1841–1876). Ze werden vermeld als de heren of de firma 'Huysmans en Bulcke'. Na het overlijden van Huysmans in 1876 werd de gezamenlijke naam nog een tijd gebruikt vooraleer te veranderen in 'Aug. Bulcke & Co'. Een naam die ook na zijn overlijden in 1893 nog verder werd gebruikt op het Antwerpse hoofdkantoor op de Canal des Brasseurs / Brouwersvliet 15 en dat "een gevestigde waarde in de Antwerpse maritieme wereld" werd.
Tegen het einde van de 19e eeuw was August Bulcke eigenaar van een Antwerpse agentschap met lijndiensten naar onder meer Midden-Amerika en Australië. Het archief van het 'Bestuur van het Zeewezen' bevat meerdere aanvragen tot het opzetten van nieuwe scheepslijnen:
- 4131 België - Zuid-Amerika. Deutsche Dampfschiffahrfsgesellschaft Kosmos, te Hamburg : Antwerpen-Chili en Peru. Vertegenwoordiger Huysmans en Bulcke 1874-1884.
- 4132 Antwerpen-Australië. Ontwerp van een scheepvaartlijn tussen Antwerpen en Australië. Voorstellen van Hotzlder Brothers & Cy, Londen, vertegenwoordigers van Huysmans en Bulcke 1872-1881.
- 4179 Kongo, West- en Noord-Afrika. Huysmans en Bulcke (Cy Woermann) stellen de oprichting voor van een regelmatige scheepvaartlijn 1882.

Als havenstad heeft Antwerpen steeds veel consulaten gefaciliteerd. Zo was  Bulcke er van 1878 tot 1884 viceconsul voor Peru.
Op 25 april 1890 ontving Antwerps burgemeester Léopold de Wael ontdekkingsreiziger Henry Morton Stanley. Tijdens de feestelijkheden aangeboden door de Koninklijk Aardrijkskundig Genootschap van Antwerpen en de Kamer van Koophandel, werd hij begeleid door de voorzitter van de Kamer de heer Roels en Bulcke, toen ondervoorzitter. Op de dronk die hem door Bulcke gebracht werd, verwees Stanley naar alle bronnen en voorspoed die Kongo te bieden had.
August Bulcke overleed op 3 juni 1893 te Boechout en werd begraven te Antwerpen-Kiel op het Kielkerkhof.

## Postuum

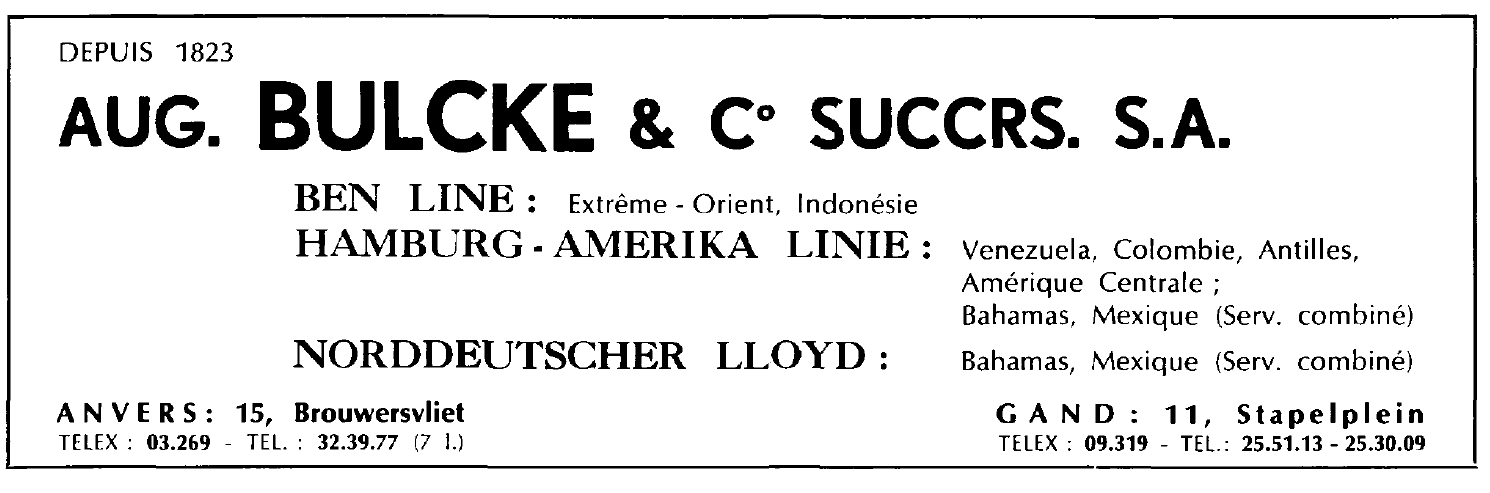
Advertentie uit 1963

Bij de ruiming in 1936 van Kielkerkhof, het huidige Kielpark, werd het overschot van Bulcke verplaatst naar het Schoonselhof in de Antwerpse deelgemeente Hoboken, waar hij rust onder een monumentale zerk, ontworpen door architect Paul Berger. In 1947 werd de firma omgezet in de vennootschap August Bulcke & Co. Succrs met vestiging op de Brouwersvliet en nadien op de Sint-Pietersvliet te Antwerpen.
In 1999 werd de zetel van Bulcke&Co Succrs verplaatst naar Knokke-Heist waarna in 2001 de ontbinding volgde.

Schepen en vaarlijnen van Aug. Bulcke & Co.
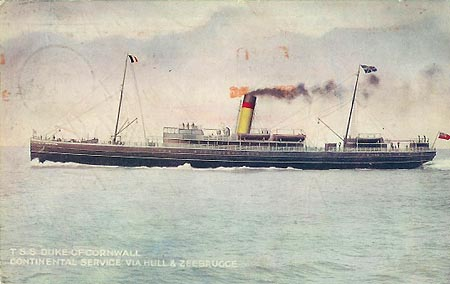
De LYR Duke of Cornwall op de Hull-Zeebrugge vaarroute (1914)
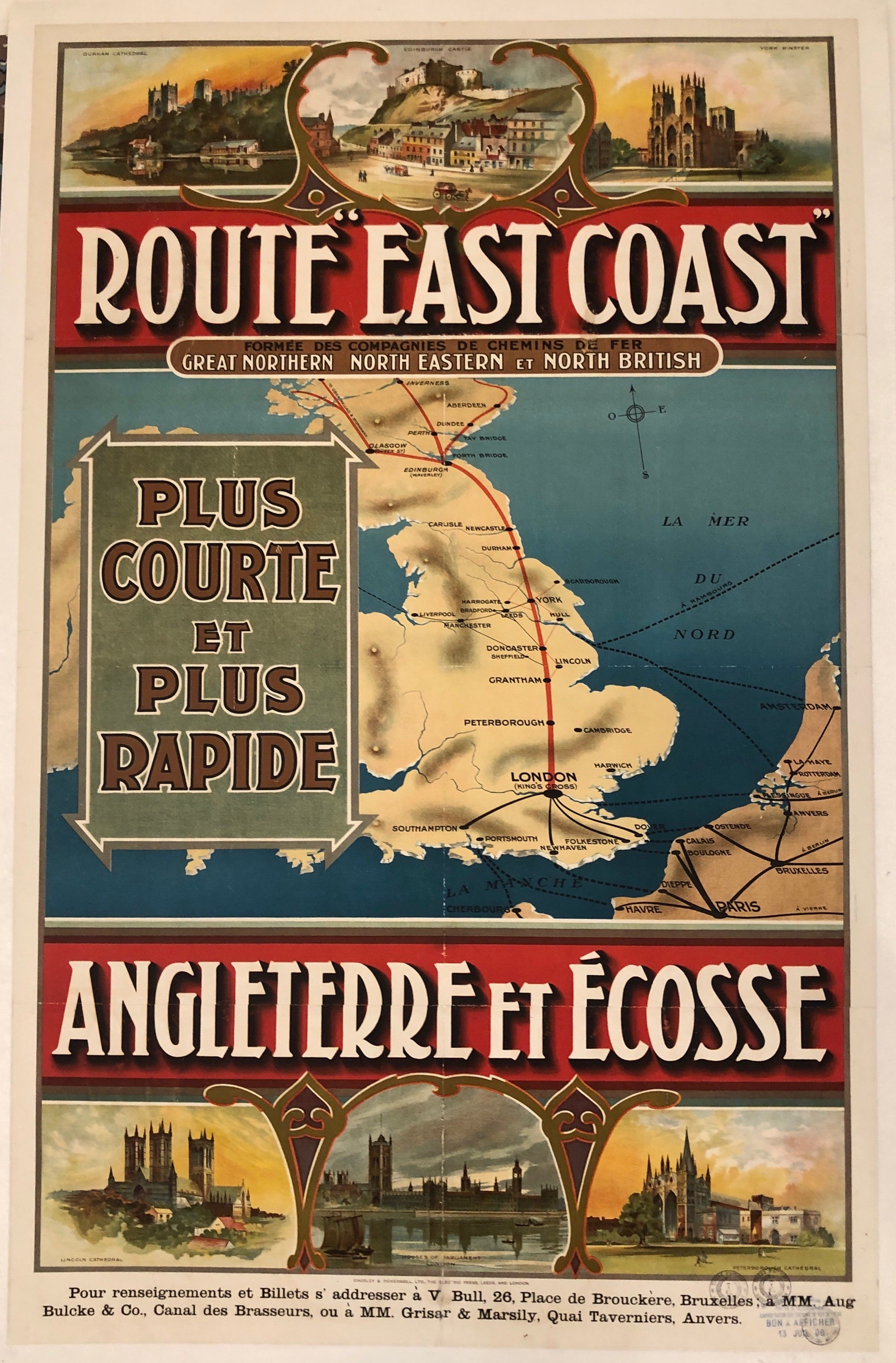
Route East Coast (1911)

## Functies en titels
Bulcke was behalve als reder gekend als:
- voorzitter van de Kamer van Koophandel en de Federatie van commerciële industriële verenigingen van België
- ridder in de Leopoldorde, in de Orde van Isabella de Katholieke (Spaans: Orden de Isabel la Católica) en in de Orde van Karel III (Spaans: Muy Distinguida Orden de Carlos III)